# IC 4893
IC 4893 је елиптична галаксија у сазвјежђу Паун која се налази на листи објеката дубоког неба у Индекс каталогу.
Деклинација објекта је - 72° 30' 36" а ректасцензија 19h 50m 32,9s. Привидна величина (магнитуда) објекта IC 4893 износи 15,2 а фотографска магнитуда 16,2. IC 4893 је још познат и под ознакама ESO 46-4, SAO 257736 (5.4) 5' p, PGC 63726.